# Tails (операционная система)
TAILS (The Amnesic Incognito Live System) — дистрибутив GNU/Linux на основе Debian, созданный для обеспечения приватности и анонимности. Является продолжением развития ОС Incognito. Все исходящие соединения заворачиваются в анонимную сеть Tor, а все неанонимные блокируются. Система предназначена для загрузки с LiveCD или LiveUSB и не оставляет следов на машине, где использовалась. Проект Tor является главным спонсором TAILS. Операционная система рекомендована к использованию «Фондом свободной прессы», а также использовалась Эдвардом Сноуденом для разоблачения PRISM.

## История
Дистрибутив Tails был впервые выпущен 23 июня 2009 года. Он стал следующей ступенью развития дистрибутива Incognito, основанного на Gentoo. Организация The Tor Project обеспечила финансовую поддержку в развитие дистрибутива. Tails также получает поддержку от организаций Debian, Mozilla и Freedom of the Press Foundation.
Лора Пойтрас, Гленн Гринвальд и Бартон Геллман отмечали, что Tails был важным инструментом, который они использовали в своей работе с информатором Агентства национальной безопасности Эдвардом Сноуденом.
Начиная с версии 3.0, для запуска Tails необходим 64-битный процессор.

## Лицензия
The Amnesic Incognito Live System является свободным программным обеспечением, распространяемым под лицензией GNU GPL (версия 3 и выше).

## Программное обеспечение в комплекте
- Окружение рабочего стола GNOME.
  - Файловый менеджер Nautilus.

Работа с сетью:

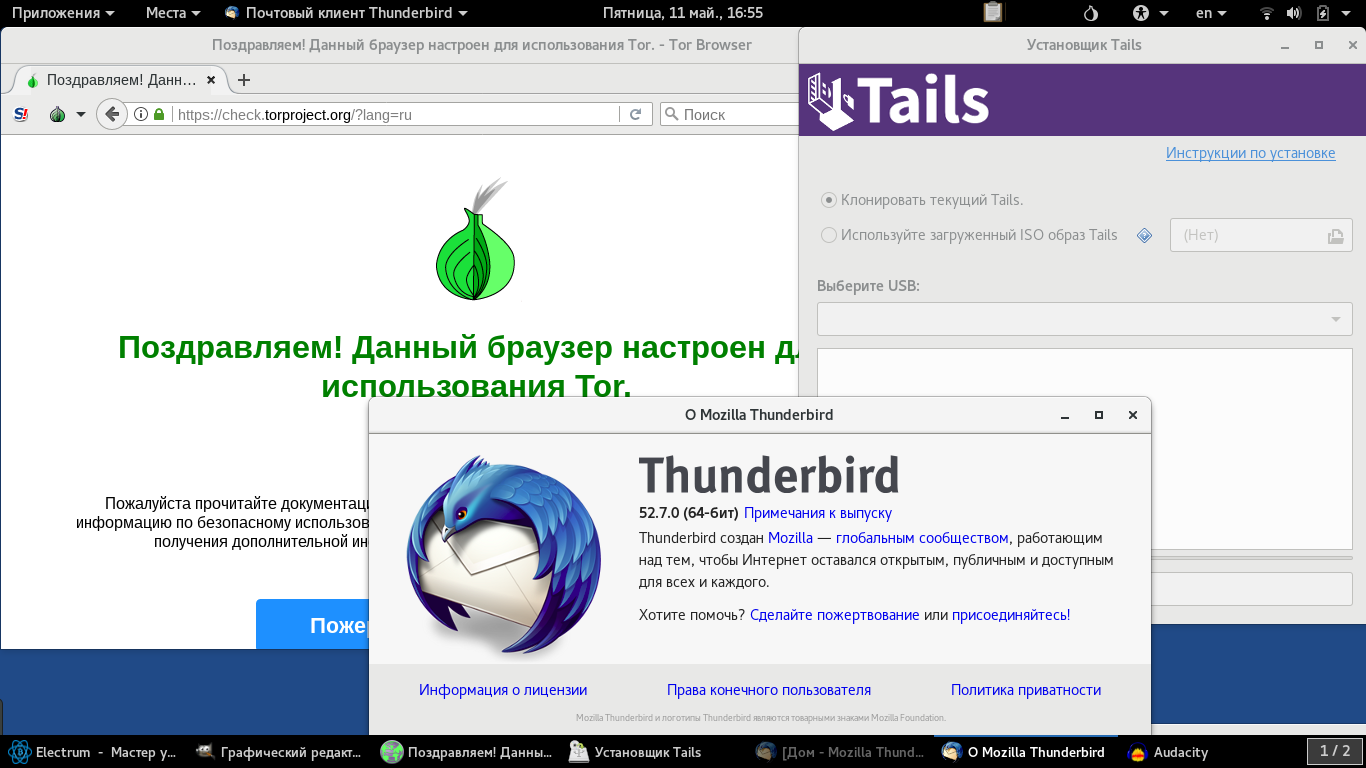
Некоторые программы в TAILS 3.7

- Tor в изолированном режиме с поддержкой сетевых мостов (включая обфусцированные[22]).
- Tor Browser, веб-браузер, основанный на Mozilla Firefox и модифицированный с целью обеспечения анонимности при помощи расширений: Torbutton для анонимности и защиты от JavaScript, все файлы cookie по умолчанию используются как сессионные cookie; HTTPS Everywhere принудительно включает соединения с SSL-шифрованием для большого количества основных сайтов, NoScript для лучшего контроля над JavaScript, uBlock Origin для удаления рекламы.
- Почтовый клиент Thunderbird с расширением Enigmail для поддержки OpenPGP.
- Pidgin, преднастроенный для мгновенного обмена сообщениями с end-to-end шифрованием при помощи протокола OTR.
- Liferea — RSS-агрегатор.
- Gobby для совместного редактирования текста.
- Aircrack-ng для вардрайвинга и аудита беспроводных сетей Wi-Fi.
- Electrum, простой в использовании биткойн-клиент.

Шифрование и приватность:
- LUKS и GNOME Disks[англ.] для шифрования запоминающих устройств, в том числе USB-флеш-накопителей.
- GnuPG, реализация OpenPGP под свободной лицензией GNU GPL, для шифрования и цифровой подписи данных и электронной почты.
- Monkeysign, утилита для подписывания и обмена OpenPGP ключами.
- PWGen — генератор паролей.
- Схема разделения секрета Шамира, реализованная в библиотеках gfshare и ssss.
- Виртуальная клавиатура GNOME как контрмера от аппаратных кейлогеров.
- MAT[23] — средство для анонимизации метаданных в файлах.
- KeePassXC[англ.][24] — менеджер паролей.
- GtkHash для вычисления контрольных сумм.
- Keyringer — утилита командной строки для шифрования секретов, обмениваемых через Git.
- Paperkey — утилита командной строки для резервирования секретных ключей OpenPGP на бумаге.

При загрузке системы для выбора доступно большое количество языков.